# 維利霍瓦戈夫特瓦河

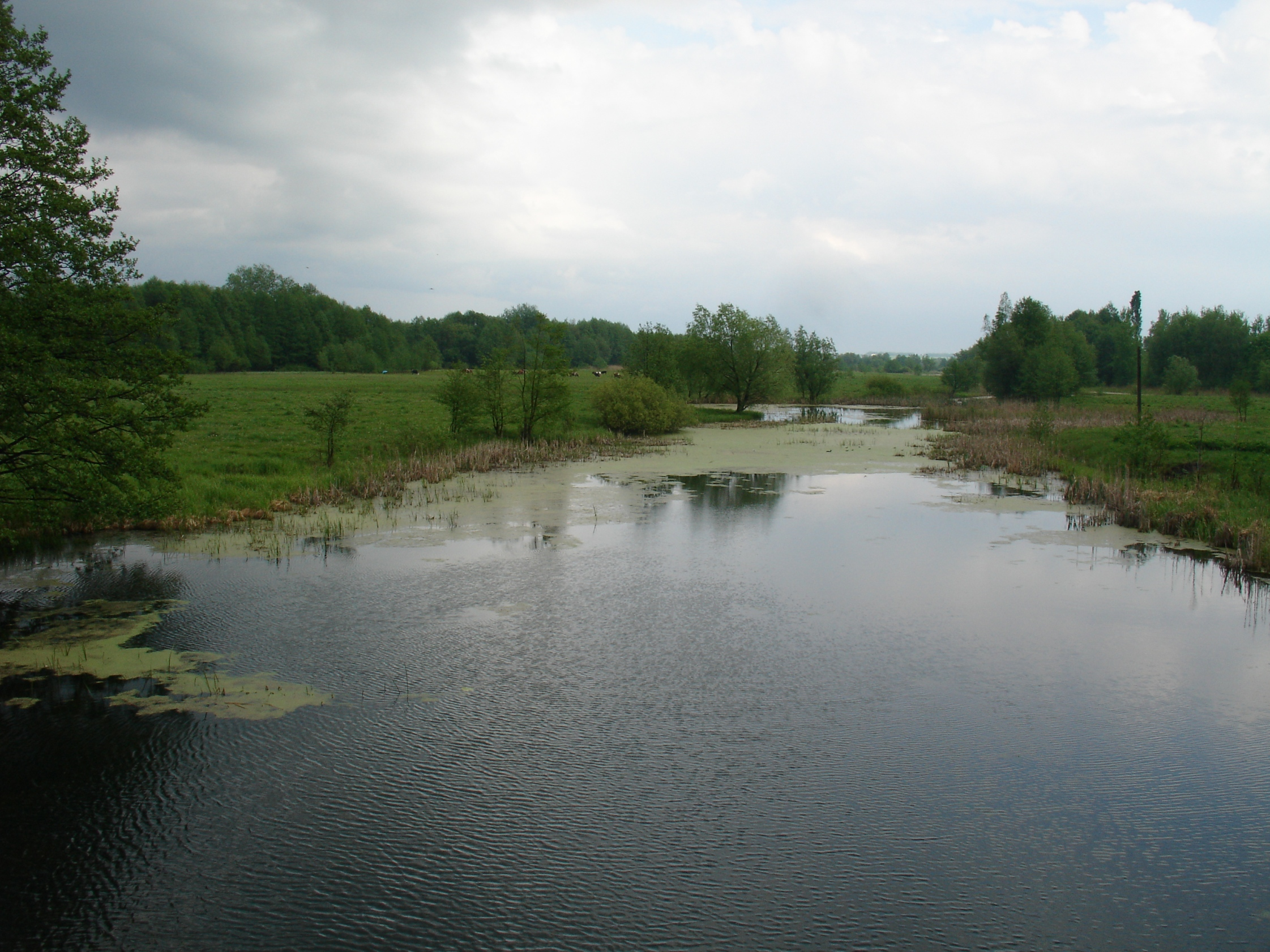

維利霍瓦霍夫特瓦河（羅馬化：Vilkhova Hovtva）是烏克蘭中部的河流，屬於霍夫特瓦河的支流。該河發源自沃佳納巴爾卡，流經波爾塔瓦州的波爾塔瓦區，河道全長86公里，流域面積790平方公里。